# Zoltán
Zoltán, Zolta, Zaltas, Zsolt (ur. ok. 896, zm. ok. 950 roku) – wódz węgierski z dynastii Arpadów.
Był najmłodszym synem Arpada. Po śmierci ojca otrzymał koczowiska od strony Bodrog, z biegiem Vajasu. Wielkim księciem Węgrów został wtedy jego krewniak Szabolcs. Zoltana dziedzicem ojca uczyniły dopiero późniejsze kroniki.
Ród Zoltána doszedł do władzy dopiero po bitwie nad rzeką Lech w 955 roku.
Zoltán poślubił nieznaną z imienia księżniczkę morawską, przypuszczalnie córkę Mojmira II.
Był ojcem Taksonya.